# Yeso Amalfi
Yeso Amalfi (ur. 6 grudnia 1925 w São Paulo, zm. 10 maja 2014) – brazylijski piłkarz grający na pozycji napastnika. Na początku lat pięćdziesiątych XX wieku trafił do Europy przechodząc z urugwajskiego Peñarol do francuskiego OGC Nice. Oprócz krótkiego epizodu we włoskim AC Torino, większość kariery spędził na francuskich boiskach. We Francji reprezentował takie kluby jak AS Monaco czy Olympique Marsylia. Sportową karierę zakończył w wieku 34 lat.